# TWF1
TWF1 (англ. Twinfilin actin binding protein 1) – білок, який кодується однойменним геном, розташованим у людей на короткому плечі 12-ї хромосоми. Довжина поліпептидного ланцюга білка становить 350 амінокислот, а молекулярна маса — 40 283.
| 10         |  | 20         |  | 30         |  | 40         |  | 50         |
| ---------- |  | ---------- |  | ---------- |  | ---------- |  | ---------- |
| MSHQTGIQAS |  | EDVKEIFARA |  | RNGKYRLLKI |  | SIENEQLVIG |  | SYSQPSDSWD |
| KDYDSFVLPL |  | LEDKQPCYIL |  | FRLDSQNAQG |  | YEWIFIAWSP |  | DHSHVRQKML |
| YAATRATLKK |  | EFGGGHIKDE |  | VFGTVKEDVS |  | LHGYKKYLLS |  | QSSPAPLTAA |
| EEELRQIKIN |  | EVQTDVGVDT |  | KHQTLQGVAF |  | PISREAFQAL |  | EKLNNRQLNY |
| VQLEIDIKNE |  | IIILANTTNT |  | ELKDLPKRIP |  | KDSARYHFFL |  | YKHSHEGDYL |
| ESIVFIYSMP |  | GYTCSIRERM |  | LYSSCKSRLL |  | EIVERQLQMD |  | VIRKIEIDNG |
| DELTADFLYE |  | EVHPKQHAHK |  | QSFAKPKGPA |  | GKRGIRRLIR |  | GPAETEATTD |
|            |  |            |  |            |  |            |  |            |

A: Аланін

C: Цистеїн

D: Аспарагінова кислота

E: Глутамінова кислота

F: Фенілаланін

G: Гліцин

H: Гістидин

I: Ізолейцин

K: Лізин

L: Лейцин

M: Метіонін

N: Аспарагін

P: Пролін

Q: Глутамін

R: Аргінін

S: Серин

T: Треонін

V: Валін

W: Триптофан

Кодований геном білок за функцією належить до фосфопротеїнів. 
Задіяний у таких біологічних процесах, як ацетилювання, альтернативний сплайсинг. 
Білок має сайт для зв'язування з молекулою актину. 
Локалізований у цитоплазмі, цитоскелеті.